# 모가시쥐
모가시쥐 또는 인도차이나산악가시쥐(Maxomys moi)는 쥐과에 속하는 설치류의 일종이다. 라오스와 베트남에서 발견된다.

## 특징
꼬리 길이 155~200mm를 제외한 몸길이가 140~215mm인 보통 크기의 설치류다. 발 길이는 37~44mm, 귀 길이는 22~27mm이다. 털은 짧고 무성하고 아주 부드럽지만 가시털은 아니다. 등 쪽 털은 밝은 오렌지색을 띠고 머리는 회색빛 갈색 털로 덮여 있다. 주둥이는 갈색이고, 배와 입술, 수염 주변은 희다. 핵형은 2n=52, FN=74이다.

## 분포 및 서식지
베트남과 라오스 남부의 산악 지대에 분포한다. 라오스 북부 지역에서도 서식하는 것으로 추정된다. 해발 190m와 1,500m 사이의 일차림과 이차림 활엽 상록수림에서 서식한다. 덤불 속에서도 발견되며, 사람의 존재에 민감한 것으로 보인다.